# Welsh voetbalelftal in 2005
Het Welsh voetbalelftal speelde in totaal negen interlands in het jaar 2005, waaronder zes wedstrijden in de kwalificatiereeks voor de WK-eindronde 2006 in Duitsland, en alle onder leiding van bondscoach John Toshack. Hij was de opvolger van Mark Hughes, die in het voorafgaande jaar was opgestapt na de 3-2 nederlaag tegen Polen op 13 oktober 2004. Middenvelder Carl Fletcher van West Ham United speelde in 2005 in alle negen duels mee, van de eerste tot en met de laatste minuut. Op de FIFA-wereldranglijst zakte Wales in 2005 van de 68ste (januari 2005) naar de 71ste plaats (december 2005).

## Balans
| Wedstrijden | Wedstrijden | Wedstrijden | Wedstrijden | Doelpunten | Doelpunten | Doelpunten | Punten |
| Gespeeld    | Winst       | Gelijk      | Verlies     | Voor       | Tegen      | Saldo      | Punten |
| ----------- | ----------- | ----------- | ----------- | ---------- | ---------- | ---------- | ------ |
| 9           | 3           | 1           | 5           | 7          | 8          | –1         | 0.778  |

## Interlands
|                                                                 |                                     |       |           |                                                                                         |
| 9 februari Vriendschappelijk № 527 «onderlinge duels» 20:00 uur | Wales                               | 2 – 0 | Hongarije | Millennium Stadium, Cardiff Toeschouwers: 16.672 Scheidsrechter: Charlie Richmond (SCO) |
| 9 februari Vriendschappelijk № 527 «onderlinge duels» 20:00 uur | Craig Bellamy 63' Craig Bellamy 80' |       |           | Millennium Stadium, Cardiff Toeschouwers: 16.672 Scheidsrechter: Charlie Richmond (SCO) |

|                                                             |       |                                     |            |                                                                                      |
| 26 maart WK-kwalificatie № 529 «onderlinge duels» 16:00 uur | Wales | 0 – 2                               | Oostenrijk | Millennium Stadium, Cardiff Toeschouwers: 47.760 Scheidsrechter: Paul Allaerts (BEL) |
| 26 maart WK-kwalificatie № 529 «onderlinge duels» 16:00 uur |       | 81' Ivica Vastić 85' Martin Stranzl |            | Millennium Stadium, Cardiff Toeschouwers: 47.760 Scheidsrechter: Paul Allaerts (BEL) |

|                                                             |                    |       |       |                                                                                               |
| 30 maart WK-kwalificatie № 530 «onderlinge duels» 19:30 uur | Oostenrijk         | 1 – 0 | Wales | Ernst-Happel-Stadion, Wenen Toeschouwers: 29.500 Scheidsrechter: Manuel Mejuto González (ESP) |
| 30 maart WK-kwalificatie № 530 «onderlinge duels» 19:30 uur | René Aufhauser 87' |       |       | Ernst-Happel-Stadion, Wenen Toeschouwers: 29.500 Scheidsrechter: Manuel Mejuto González (ESP) |

|                                                                  |       |       |          |                                                                                |
| 17 augustus Vriendschappelijk № 531 «onderlinge duels» 19:30 uur | Wales | 0 – 0 | Slovenië | Liberty Stadium, Swansea Toeschouwers: 11.087 Scheidsrechter: Ian Stokes (IRL) |
| 17 augustus Vriendschappelijk № 531 «onderlinge duels» 19:30 uur |       |       |          | Liberty Stadium, Swansea Toeschouwers: 11.087 Scheidsrechter: Ian Stokes (IRL) |

|                                                                |       |              |          |                                                                                        |
| 3 september WK-kwalificatie № 532 «onderlinge duels» 15:00 uur | Wales | 0 – 1        | Engeland | Millennium Stadium, Cardiff Toeschouwers: 70.795 Scheidsrechter: Valentin Ivanov (RUS) |
| 3 september WK-kwalificatie № 532 «onderlinge duels» 15:00 uur |       | 54' Joe Cole |          | Millennium Stadium, Cardiff Toeschouwers: 70.795 Scheidsrechter: Valentin Ivanov (RUS) |

|                                                                |                            |       |       |                                                                                               |
| 7 september WK-kwalificatie № 533 «onderlinge duels» 20:30 uur | Polen                      | 1 – 0 | Wales | Stadion Wojska Polskiego, Warschau Toeschouwers: 14.000 Scheidsrechter: Claus Bo Larsen (DEN) |
| 7 september WK-kwalificatie № 533 «onderlinge duels» 20:30 uur | Maciej Żurawski 54' (pen.) |       |       | Stadion Wojska Polskiego, Warschau Toeschouwers: 14.000 Scheidsrechter: Claus Bo Larsen (DEN) |

|                                                              |                                      |       |                                                   |                                                                              |
| 8 oktober WK-kwalificatie № 534 «onderlinge duels» 15:00 uur | Noord-Ierland                        | 2 – 3 | Wales                                             | Windsor Park, Belfast Toeschouwers: 14.000 Scheidsrechter: Ruud Bossen (NED) |
| 8 oktober WK-kwalificatie № 534 «onderlinge duels» 15:00 uur | Keith Gillespie 46' Steven Davis 50' |       | 27' Simon Davies 38' Carl Robinson 61' Ryan Giggs | Windsor Park, Belfast Toeschouwers: 14.000 Scheidsrechter: Ruud Bossen (NED) |

|                                                               |                              |       |              |                                                                                       |
| 12 oktober WK-kwalificatie № 535 «onderlinge duels» 19:45 uur | Wales                        | 2 – 0 | Azerbeidzjan | Millennium Stadium, Cardiff Toeschouwers: 32.628 Scheidsrechter: Martin Hansson (SWE) |
| 12 oktober WK-kwalificatie № 535 «onderlinge duels» 19:45 uur | Ryan Giggs 3' Ryan Giggs 51' |       |              | Millennium Stadium, Cardiff Toeschouwers: 32.628 Scheidsrechter: Martin Hansson (SWE) |

|                                                                  |                          |       |       |                                                                                 |
| 16 november Vriendschappelijk № 536 «onderlinge duels» 19:00 uur | Cyprus                   | 1 – 0 | Wales | Tsirion Stadion, Limassol Toeschouwers: 1.000 Scheidsrechter: Haim Yaacov (ISR) |
| 16 november Vriendschappelijk № 536 «onderlinge duels» 19:00 uur | Hrysis Mihail 42' (pen.) |       |       | Tsirion Stadion, Limassol Toeschouwers: 1.000 Scheidsrechter: Haim Yaacov (ISR) |

## FIFA-wereldranglijst
| JAN | FEB | MAR | APR | MEI | JUN | JUL | AUG | SEP | OKT | NOV | DEC |
| --- | --- | --- | --- | --- | --- | --- | --- | --- | --- | --- | --- |
| 68  | 65  | 71  | 73  | 74  | 79  | 80  | 83  | 82  | 73  | 72  | 71  |

## Statistieken
| Danny Coyne     | 1973-08-27 | Burnley FC           | 6 | 0 | 0 |    |   |
| Paul Jones      | 1967-04-19 | Queen's Park Rangers | 2 | 0 | 0 | 45 | 0 |
| Lewis Price     | 1984-07-19 | Ipswich Town         | 1 | 0 | 0 |    |   |
| Verdediging     |            |                      |   |   |   |    |   |
| Sam Ricketts    | 1981-10-11 | Swansea City         | 8 | 1 | 0 |    |   |
| Danny Gabbidon  | 1979-08-08 | West Ham United      | 8 | 0 | 0 |    |   |
| David Partridge | 1978-11-26 | Milton Keynes Dons   | 6 | 0 | 0 |    |   |
| Robert Page     | 1974-09-03 | Coventry City        | 5 | 1 | 0 |    |   |
| Richard Duffy   | 1985-08-30 | Coventry City        | 4 | 2 | 0 |    |   |
| James Collins   | 1983-08-23 | West Ham United      | 4 | 1 | 0 |    |   |
| Mark Delaney    | 1976-05-13 | Aston Villa FC       | 3 | 0 | 0 |    |   |
| Danny Collins   | 1980-08-06 | Sunderland AFC       | 2 | 2 | 0 |    |   |
| Rob Edwards     | 1982-12-25 | Wolverhampton W.     | 2 | 2 | 0 |    |   |
| Gareth Roberts  | 1978-02-06 | Tranmere Rovers      | 0 | 2 | 0 |    |   |
| Steve Roberts   | 1980-02-24 | Doncaster Rovers     | 0 | 1 | 0 |    |   |
| Rhys Weston     | 1980-10-27 | Cardiff City         | 0 | 1 | 0 |    |   |
| Middenveld      |            |                      |   |   |   |    |   |
| Carl Fletcher   | 1980-04-07 | West Ham United      | 9 | 0 | 0 |    |   |
| Carl Robinson   | 1976-10-13 | Norwich City         | 8 | 0 | 1 |    |   |
| Simon Davies    | 1979-10-23 | Everton FC           | 7 | 0 | 1 |    |   |
| Ryan Giggs      | 1973-11-29 | Manchester United    | 6 | 0 | 3 |    |   |
| David Vaughan   | 1983-02-18 | Crewe Alexandra      | 3 | 1 | 0 |    |   |
| Jason Koumas    | 1979-09-20 | Cardiff City         | 1 | 1 | 0 |    |   |
| Gavin Williams  | 1980-07-20 | Ipswich Town         | 0 | 2 | 0 |    |   |
| David Cotterill | 1987-12-04 | Bristol City         | 0 | 1 | 0 |    |   |
| Andrew Crofts   | 1984-05-29 | Gillingham FC        | 0 | 1 | 0 |    |   |
| Joe Ledley      | 1987-01-23 | Cardiff City         | 0 | 1 | 0 |    |   |
| Paul Parry      | 1980-08-19 | Cardiff City         | 0 | 1 | 0 |    |   |
| Aanval          |            |                      |   |   |   |    |   |
| John Hartson    | 1975-04-05 | Celtic               | 6 | 0 | 0 |    |   |
| Robert Earnshaw | 1981-04-06 | Norwich City         | 4 | 3 | 0 |    |   |
| Craig Bellamy   | 1979-07-13 | Blackburn Rovers     | 4 | 0 | 2 | 34 | 9 |
| Craig Davies    | 1986-01-09 | Hellas Verona        | 0 | 2 | 0 |    |   |

FAW · A-internationals · Bondscoaches · Statistieken · Welsh vrouwenelftal · Brits olympisch elftal · Wales U21 · Wales U20 · Wales U19 · Wales U18 · Wales U17 · Wales U16
1876 – 1899 ·
1900 – 1919 ·
1920 – 1929 ·
1930 – 1939 ·
1940 – 1949 ·
1950 – 1959 ·
1960 – 1969 ·
1970 – 1979 ·
1980 – 1989 ·
1990 – 1999 ·
2000 – 2009 ·
2010 – 2019 ·
2020 − 2029
EK 2016 · 
EK 2020
WK 1958
1876 · 
1877 · 
1878 · 
1879 · 
1880 · 
1881 · 
1882 · 
1883 · 
1884 · 
1885 · 
1886 · 
1887 · 
1888 · 
1889 · 
1890 · 
1891 · 
1892 · 
1893 · 
1894 · 
1895 · 
1896 · 
1897 · 
1898 · 
1899 · 
1900 · 
1901 · 
1902 · 
1903 · 
1904 · 
1905 · 
1906 · 
1907 · 
1908 · 
1909 · 
1910 · 
1911 · 
1912 · 
1913 · 
1914 · 
1915 · 1916 · 1917 · 1918 · 1919 · 
1920 · 
1921 · 
1922 · 
1923 · 
1924 · 
1925 · 
1926 · 
1927 · 
1928 · 
1929 · 
1930 · 
1931 · 
1932 · 
1933 · 
1934 · 
1935 · 
1936 · 
1937 · 
1938 · 
1939 · 
1940 · 1941 · 1942 · 1943 · 1944 · 1945 · 
1946 · 
1947 · 
1948 · 
1949 · 
1950 · 
1952 · 
1952 · 
1953 · 
1954 · 
1955 · 
1956 · 
1957 · 
1958 · 
1959 · 
1960 · 
1961 · 
1962 · 
1963 · 
1964 · 
1965 · 
1966 · 
1967 · 
1968 · 
1969 · 
1970 · 
1971 · 
1972 · 
1973 · 
1974 · 
1975 · 
1976 · 
1977 · 
1978 · 
1979 · 
1980 · 
1981 · 
1982 · 
1983 · 
1984 · 
1985 · 
1986 · 
1987 · 
1988 · 
1989 · 
1990 · 
1991 · 
1992 · 
1993 · 
1994 · 
1995 · 
1996 · 
1997 · 
1998 · 
1999 · 
2000 · 
2001 · 
2002 · 
2003 · 
2004 · 
2005 · 
2006 · 
2007 · 
2008 · 
2009 · 
2010 · 
2011 · 
2012 · 
2013 · 
2014 · 
2015 · 
2016 · 
2017 ·
2018 ·
2019 ·
2020 ·
2021 ·
2022 ·
2023
Albanië ·
Andorra ·
Argentinië ·
Armenië ·
Australië ·
Azerbeidzjan ·
België ·
Bosnië en Herzegovina ·
Brazilië ·
Bulgarije ·
Canada ·
Chili ·
China ·
Costa Rica ·
Cyprus ·
DDR ·
Denemarken ·
Duitsland ·
Engeland ·
Estland ·
Faeröer ·
Finland ·
Frankrijk ·
Georgië ·
Gibraltar ·
Griekenland ·
Hongarije ·
Ierland ·
IJsland ·
Iran ·
Israël ·
Italië ·
Jamaica ·
Japan ·
Joegoslavië ·
Kazachstan ·
Koeweit ·
Kroatië ·
Letland ·
Liechtenstein ·
Luxemburg ·
Malta ·
Mexico ·
Moldavië ·
Montenegro ·
Nederland ·
Nieuw-Zeeland ·
Noord-Ierland ·
Noord-Macedonië ·
Noorwegen ·
Oekraïne ·
Oostenrijk ·
Panama ·
Paraguay ·
Polen ·
Portugal · 
Qatar ·
Roemenië ·
Rusland ·
San Marino ·
Saoedi-Arabië ·
Schotland ·
Servië ·
Servië en Montenegro ·
Slovenië ·
Slowakije ·
Sovjet-Unie ·
Spanje ·
Trinidad & Tobago ·
Tsjechië ·
Tsjecho-Slowakije ·
Tunesië ·
Turkije ·
Uruguay ·
Verenigde Staten ·
Wit-Rusland ·
Zuid-Korea ·
Zweden ·
Zwitserland
Engeland (2016) · 
Denemarken (2021) · 
Italië (2021) · 
Rusland (2016) ·
Slowakije (2016) · 
Turkije (2021) · 
Zwitserland (2021)